# Raymond Briggs
Pour les articles homonymes, voir Briggs.
Raymond Briggs (né le 18 janvier 1934 à Wimbledon et mort le 9 août 2022 à Brighton) est un illustrateur, dessinateur et écrivain britannique. 
Il est surtout connu pour son œuvre Le Bonhomme de neige, adaptée en 1982 en dessin animé de même nom, et qui est diffusé chaque année durant le temps des Fêtes par la télévision britannique.

## Biographie

### Jeunesse, formation et début de carrière
Raymond Briggs est né à Wimbledon, d'Ethel (1895-1971) et d'Ernest Briggs (1900-1971), respectivement femme de chambre et laitier. Il fréquente la Rutlish School (en), qui est, à l'époque, une grammar school. Dès son plus jeune âge, il développe un intérêt pour le dessin. Malgré les réticences de son père, il entame des études de peinture au Wimbledon College of Art (en) et de typographie au Central Saint Martins College of Art and Design de 1949 à 1953.
De 1953 à 1955, il est conscrit au Royal Corps of Signals à la garnison de Catterick, où il est draughtsman (en). Il retourne par la suite à l'étude de la peinture, cette fois à la Slade School of Fine Art, dont il est diplômé en 1957.
Après quelque temps à pratiquer son art, il devient un illustrateur professionnel et se spécialise en littérature d'enfance et de jeunesse. En 1961, il enseigne l'illustration au Brighton School of Art (en), enseignement qu'il poursuivra jusqu'en 1986,.
En 1958, il illustre Peter and the Piskies: Cornish Folk and Fairy Tales (en), une anthologie de contes de fée réalisée par Ruth Manning-Sanders et publiée par Oxford University Press.

### Années 1970 et 1980
Au début des années 1970, Raymond Briggs perd ses parents[réf. souhaitée]. En 1973, sa femme Jean, souffrant de schizophrénie, meurt de leucémie[réf. souhaitée].

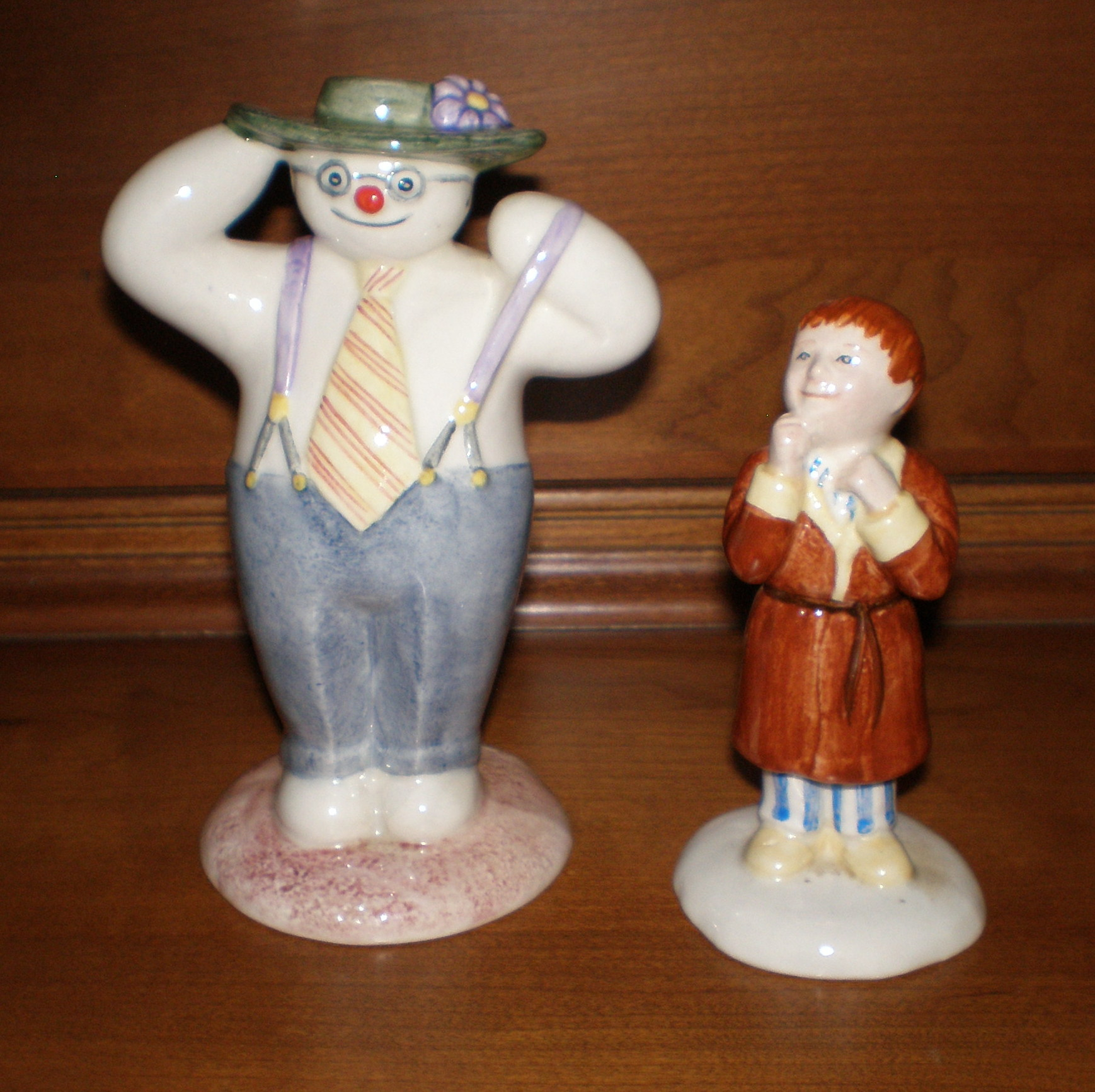
Figurines du Bonhomme de neige et de James.

Il publie ses premiers travaux majeurs tels Father Christmas (en) (1973), Father Christmas Goes on Holiday (1975) et Fungus the Bogeyman (en) (1977). Ces derniers sont sous forme de comics, ce qui diffère de la forme classique séparant les illustrations du texte. S'inspirant de sa dernière œuvre Fungus the Bogeyman,, Raymond Briggs crée Le Bonhomme de neige (1978), qui ne contient aucun mot et est illustré entièrement au crayon. L'ouvrage est récompensé de plusieurs prix, et obtient la " Mention " Prix Critique en herbe, de la Foire du livre de jeunesse de Bologne en 1979. Le Bonhomme de neige devient l'œuvre la plus connue de Raymond Briggs lorsqu'elle est adaptée en 1982 en dessin animé de même nom, diffusé depuis chaque année à la télévision britannique.
Par la suite, Raymond Briggs continue à développer ses travaux dans le même format, créant cependant plus de contenu pour adultes. Il publie ainsi Gentleman Jim (1980), Quand souffle le vent (1982) et The Tin-Pot Foreign General and the Old Iron Woman (en) (1984).
En 1983, il obtient à nouveau la « Mention » prix Critique en herbe, de la Foire du livre de jeunesse de Bologne pour  Fungus the bogeyman.

### Années 1990 et 2000
En 1993, Raymond Briggsest reconnu comme le The Children's Author of the Year par le British Book Awards (en). En 1999, sa nouvelle Ethel and Ernest remporte le Best Illustrated Book du même organisme.
En 2008, il vit dans une petite maison de Westmeston dans le Sussex, continue d'écrire et de dessiner,.

## Sélection d'œuvres
- 1966 : Mother Goose Treasury
- 1969 : Shackleton's Epic Voyage
- 1971 : Jim and the Beanstalk
- 1973 : Sacré Père Noël (en)
- 1975 : Les Vacances du Sacré Père Noël (en) (ISBN 0-698-30584-1); LoC: 75-2541
- 1977 : Fungus the Bogeyman
- 1978 : Le Bonhomme de neige US  (ISBN 0-394-88466-3) (pbk.) 0-394-93973-5 (lib. bdg.)
- 1980 : Gentleman Jim
- 1982 : Quand souffle le vent (When the Wind Blows)
- 1984 : The Tin-Pot Foreign General and the Old Iron Woman
- 1986 : All in a Day (avec Mitsumasa Anno et al.)  (ISBN 0-399-21311-2)
- 1987 : Unlucky Wally
- 1989 : Unlucky Wally 20 Years On
- 1992 : The Man
- 1994 : The Bear
- 1998 : Ethel and Ernest
- 2001 : UG: Boy Genius of the Stone Age (ISBN 0-375-81611-9)
- 2001 : The Adventures of Bert (texte par Allan Ahlberg) US  (ISBN 0-374-30092-5)
- 2002 : A Bit More Bert (texte par Allan Ahlberg) US  (ISBN 0-374-32489-1)
- 2004 : The Puddleman (ISBN 0-099-45642-7)

## Adaptations
- Le Bonhomme de neige (1982) VHS  (ISBN 0-7912-0007-8)

(1982) Sony Video Software: 50QS 4011(Betamax)/50ZS 4011(VHS)
(2006) DVD NR, UPC 043396164369, réalisateur : Diane Jackson, approx. 29 minutes
- When the Wind Blows (play) (1983) Little Theatre, Bristol and Whitehall Theatre, Londres.
- Quand souffle le vent (film) When the Wind Blows (1986)
- Father Christmas (1991)
- 1998 DVD NTSC fullscreen  (ISBN 0-7678-2670-1) UPC 4339603227 combines :
  - The Snowman (1993) 29 min ; et
  - Father Christmas (1997) 25 min
- The Bear (1999)
- Ivor the Invisible (2001)
- Fungus the Bogeyman (2004)
- Ethel and Ernest (2008)
- Gentleman Jim BBC Radio 4, 4 mai 2008

## Prix et distinctions
Briggs a remporté de nombreux prix,, dont notamment :
- 1966 : la Kate Greenaway Medal, pour The Mother Goose Treasury
- 1973 : la Kate Greenaway Medal, pour Father Christmas
- 1977 : le Francis Williams Award for Illustration du Victoria and Albert Museum, pour Father Christmas
- 1979 : le Boston Globe-Horn Book Award
- 1979 : le Silver Pen Award, en Hollande
- 1979 : "Mention" Prix critique en herbe, Foire du livre de jeunesse de Bologne[8] (Italie) pour Le Bonhomme de neige
- 1982 : le Children's Rights Workshop Other Award
- 1982 : le Francis Williams Award for Illustration pour The Snowman
- 1983 : "Mention" Prix critique en herbe, Foire du livre de jeunesse de Bologne[9] (Italie) Fungus the bogeyman
- 1992 : le Kurt Maschler Award pour The Man
- 1992 : le Children’s Author of the Year du British Book Awards
- 1998 : le Illustrated Book of the Year du British Book Awards, pour Ethel and Ernest
- 2001 : le Nestlé Smarties Book Prize Silver Award, pour Ug